# Kokusai Bunka Kaikan

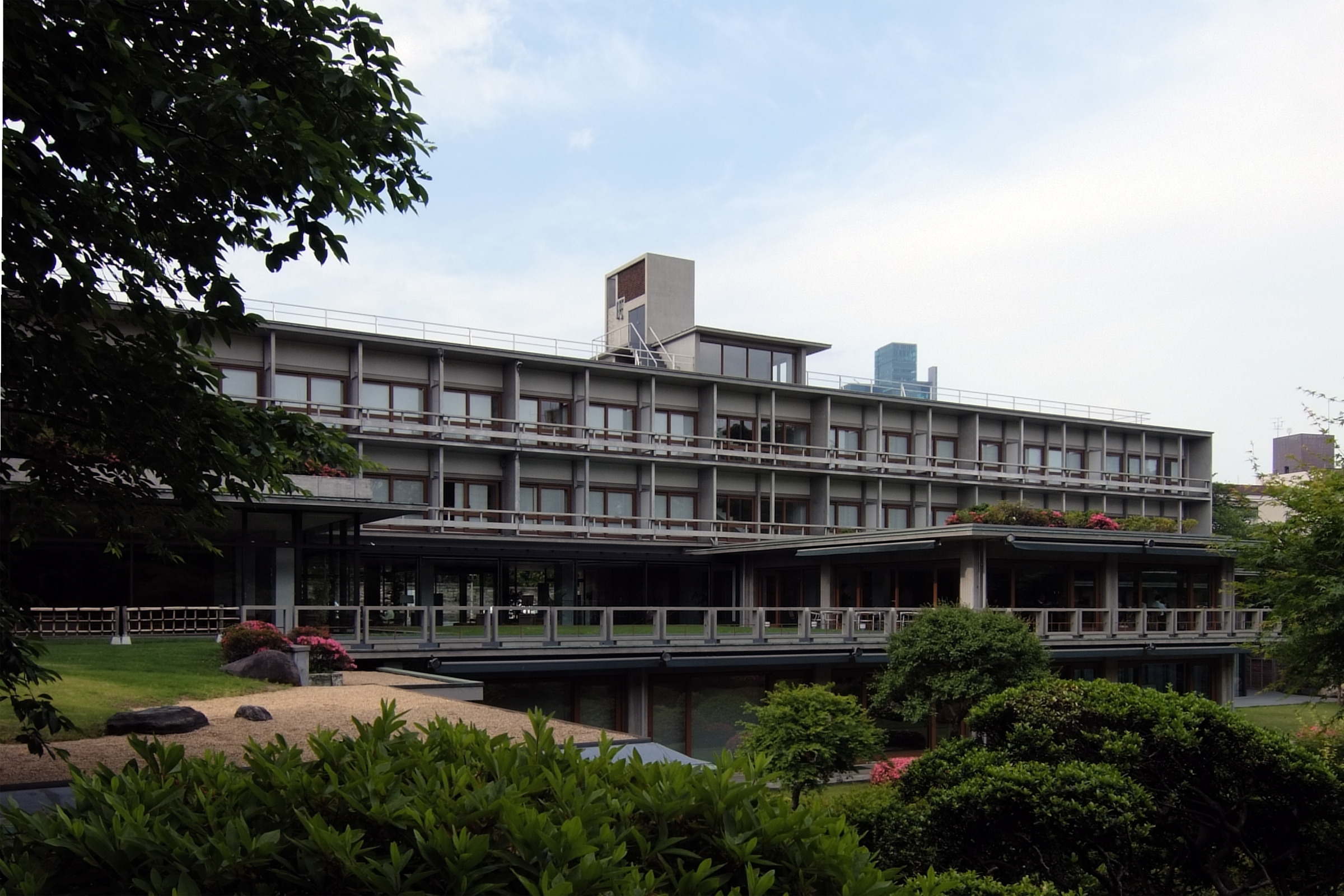
The International House of Japan, Tokyo (1955)

Das Kokusai Bunka Kaikan (japanisch 國際文化会館, engl. International House of Japan, abgekürzt „I-House“) ist eine 1955 eröffnete, private gemeinnützige Einrichtung zur Förderung des kulturellen Austauschs zwischen Japan und dem Ausland. Es befindet sich in Roppongi, Tokio.

## Vorgeschichte
Auf der dritten Konferenz des amerikanischen Institute of Pacific Relations im Jahr 1929 in Kyoto kam es zu einem Zusammentreffen von John D. Rockefeller III und dem international aktiven Journalisten Matsumoto Shigeharu (1899–1989). Beide betonten, dass eine kulturelle Komponente in internationalen Beziehungen die die politische und wirtschaftliche ergänzen müsste. Der Zweite Weltkrieg unterbrach die Weiterentwicklung dieser Idee.
Rockefeller besuchte 1951 wieder Japan, diesmal als Mitglied einer Delegation zur Vorbereitung eines Friedensvertrages, die von John Foster Dulles geleitet wurde. Er reichte dabei eine Empfehlung ein zur Zusammenarbeit auf kulturellem Sektor durch Einrichtung von Kulturzentren in beiden Ländern. Für die Realisierung signalisierte die Rockefeller-Stiftung Unterstützung, und so konnte ein solches Zentrum in Tokyo geplant werden. Matsumoto gelang es, von der japanischen Regierung ein Grundstück zu erhalten, das die Iwasaki-Unternehmerfamilie dem Staat als Steuerzahlung übergeben hatte.  
Die Konstruktion des Hauses wurde gemeinsam von drei führenden japanischen Architekten vorgenommen, es waren Maekawa Kunio, Sakakura Junzō und Yoshimura Junzō. Das Haus benötigte ein Jahr bis zur Fertigstellung, aber Rockefeller wartete nicht ab, sondern stiftete sofort 100.000 $ der Universität Columbia für eine intellektuelles Austauschprogramm. Für die Durchführung wurden Komitees gebildet, eins am Ostasien-Institut der Universität Columbia und eins an der Universität Tokyo, dort geleitet von dem Politikwissenschaftler Takagi Yasaka (1889–1984). Das Programm brachte führende amerikanische Intellektuelle nach Japan, deren Abwesenheit Matsumoto lange beklagt hatte. Das International House wurde schließlich am 11. Juni 1955 eröffnet.

## Geschichte des Grundstücks

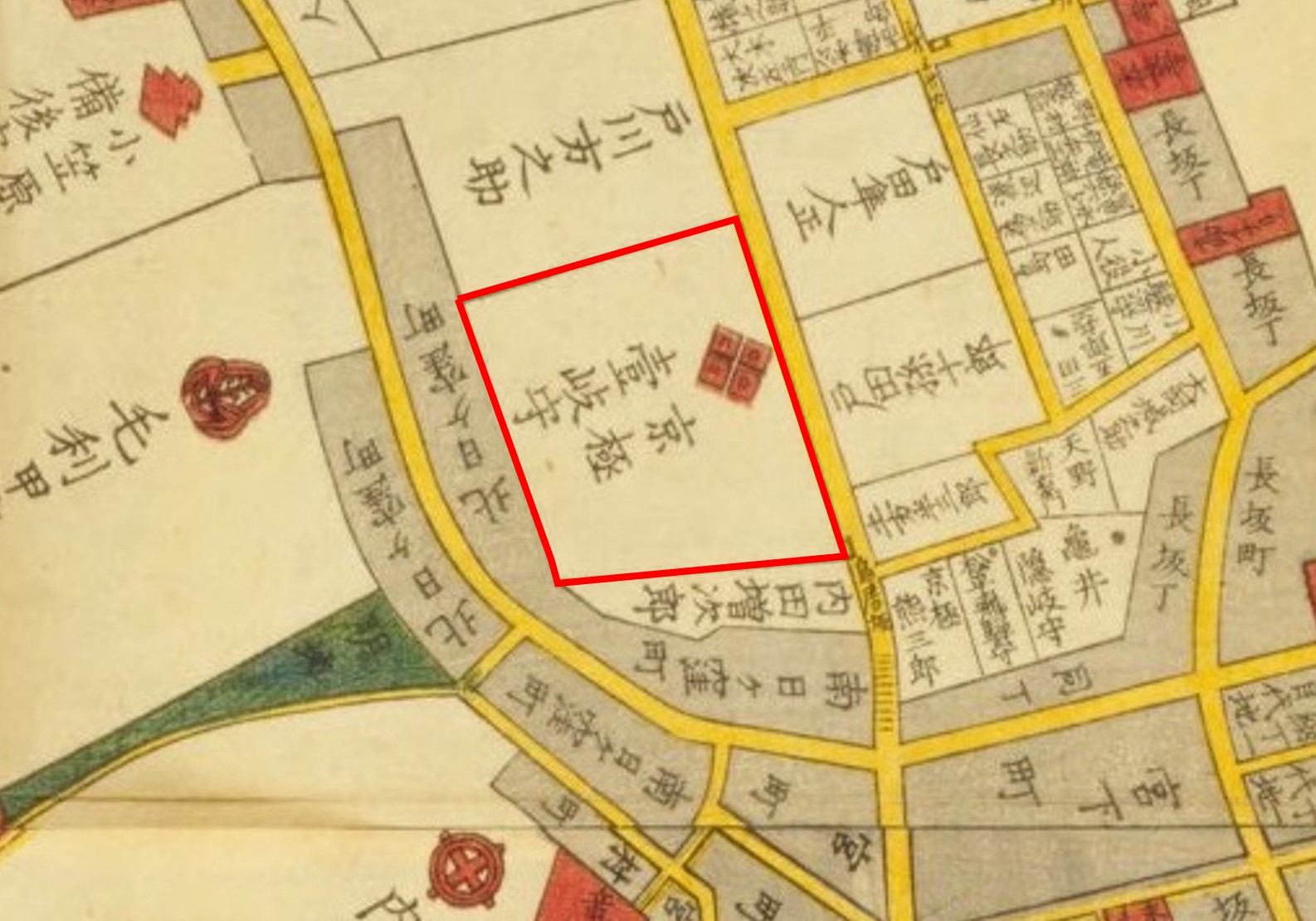
Das Grundstück am Torii-zaka

Das Grundstück des International House war in der Edo-Zeit im Besitz des Zweiges des Kyōgoku-Klans, der in Tadotsu (Präfektur Kagawa) residierte. Das Grundstück am Hangweg Torii-zaka gelegen, fällte nach Süden ab, wurde aber von den Besitzern am Südrand so weit aufgeschüttet, dass der entstandene, begrünte Hang den Blick nach Süden ausfüllt.
Zu Beginn der Meiji-Zeit erwarb der damalige Außenminister Inoue Kaoru (1835–1915) das Grundstück, auf das er oft Gäste einlud. Im April 1887 waren zum Beispiel Kaiser Meiji, dessen Gemahlin und Botschafter verschiedener Länder zu Gast. Dort soll auch Kabuki aufgeführt worden sein und zu neuem Interesse an dieser Theater-Form geführt haben.
Nach Inoue besaß Prinz Kuminomiya, dann der Unternehmer Akahoshi Tetsuma (1883–1951) und schließlich Iwasaki Koyata (1879–1945) das Grundstück. Nach dem Zweiten Weltkrieg fiel das Grundstück an den Staat.

## Die Anlage heute
Das I-House besitzt einen Veranstaltungssaal, Festräume, zwei Restaurants, eine Bibliothek mit 28.000 Büchern und 420 Periodika sowie Gästezimmer. 1976 wurde in neuer Flügel angebaut, 2006 wurde der alte Flügel renoviert. Das Haus ist frei zugänglich, übernachten können allerdings nur Mitglieder, bzw. durch Mitglieder eingeführte Personen. 2013 gab es 13.000 Übernachtungen von Wissenschaftlern aus 50 Ländern. Das I-House ist auch verlegerisch tätig. 
Für den Betrieb gibt es eine Grundfinanzierung durch Stifter und durch Mitgliedsbeiträge. Dazu kommen die Einnahmen aus dem laufenden Betrieb. Von den rund 3000 persönlichen Mitgliedern sind zwei Drittel Japaner. Innerhalb des Drittels Ausländer stellen die US-Amerikaner zwei Drittel, es gibt 31 deutsche Mitglieder. Dazu kommen Firmen und Einrichtungen als Mitglieder, insgesamt etwa 300. Es handelt sich im Wesentlichen japanische Einrichtungen, auf deutscher Seite ist das Japanisch-Deutsche Zentrum Berlin beteiligt.

## Bilder

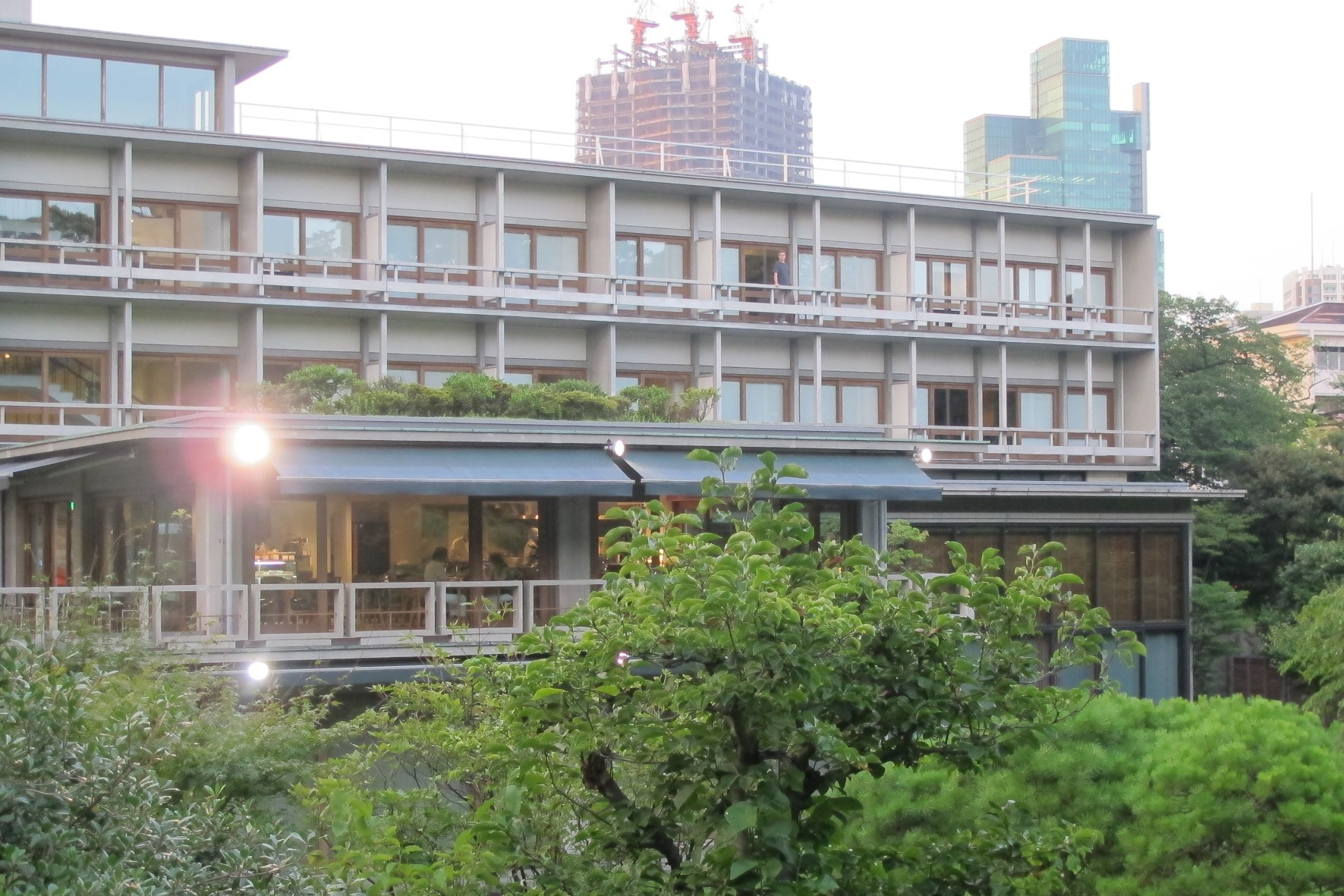
Alter Flügel
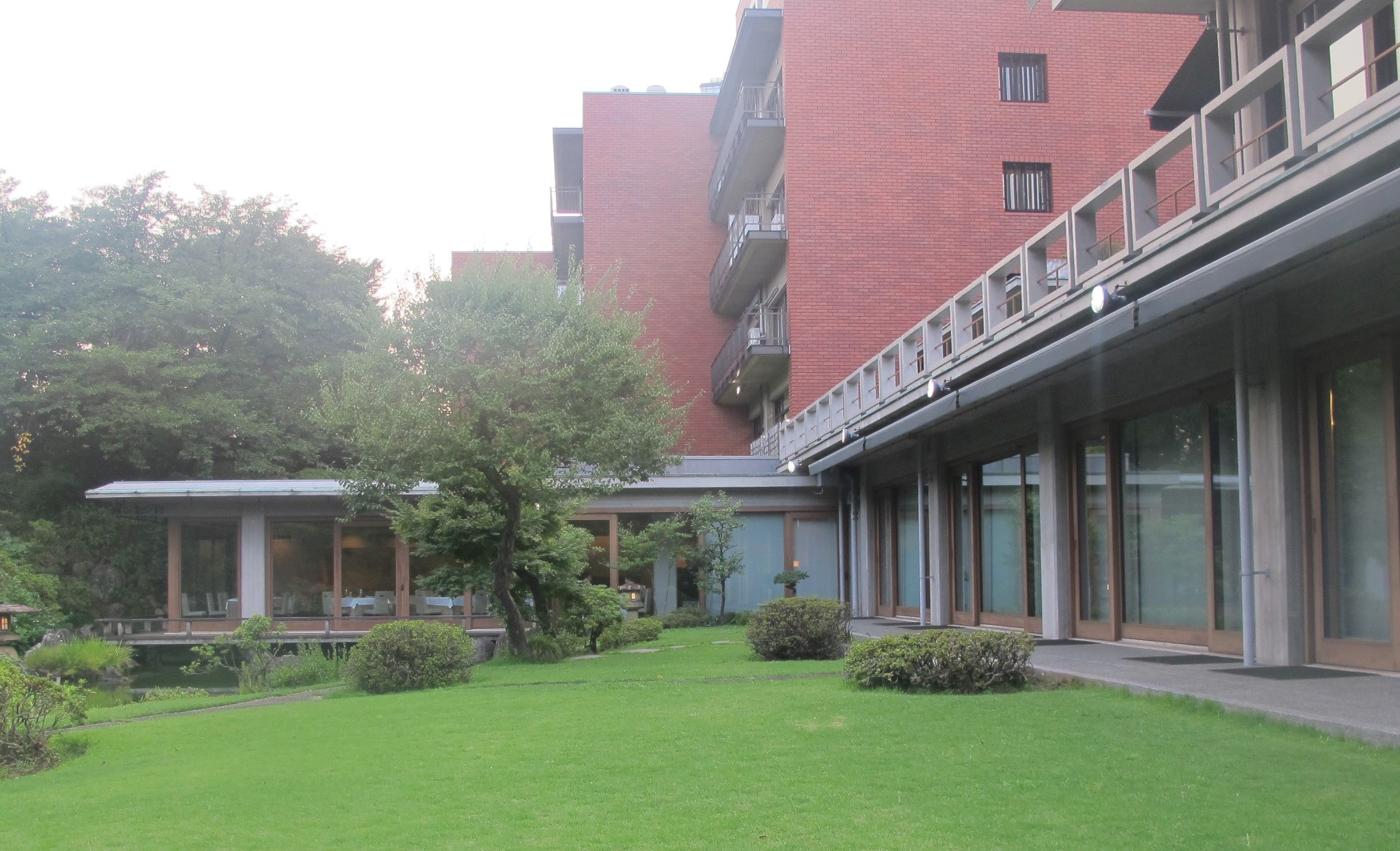
Neuer Flügel
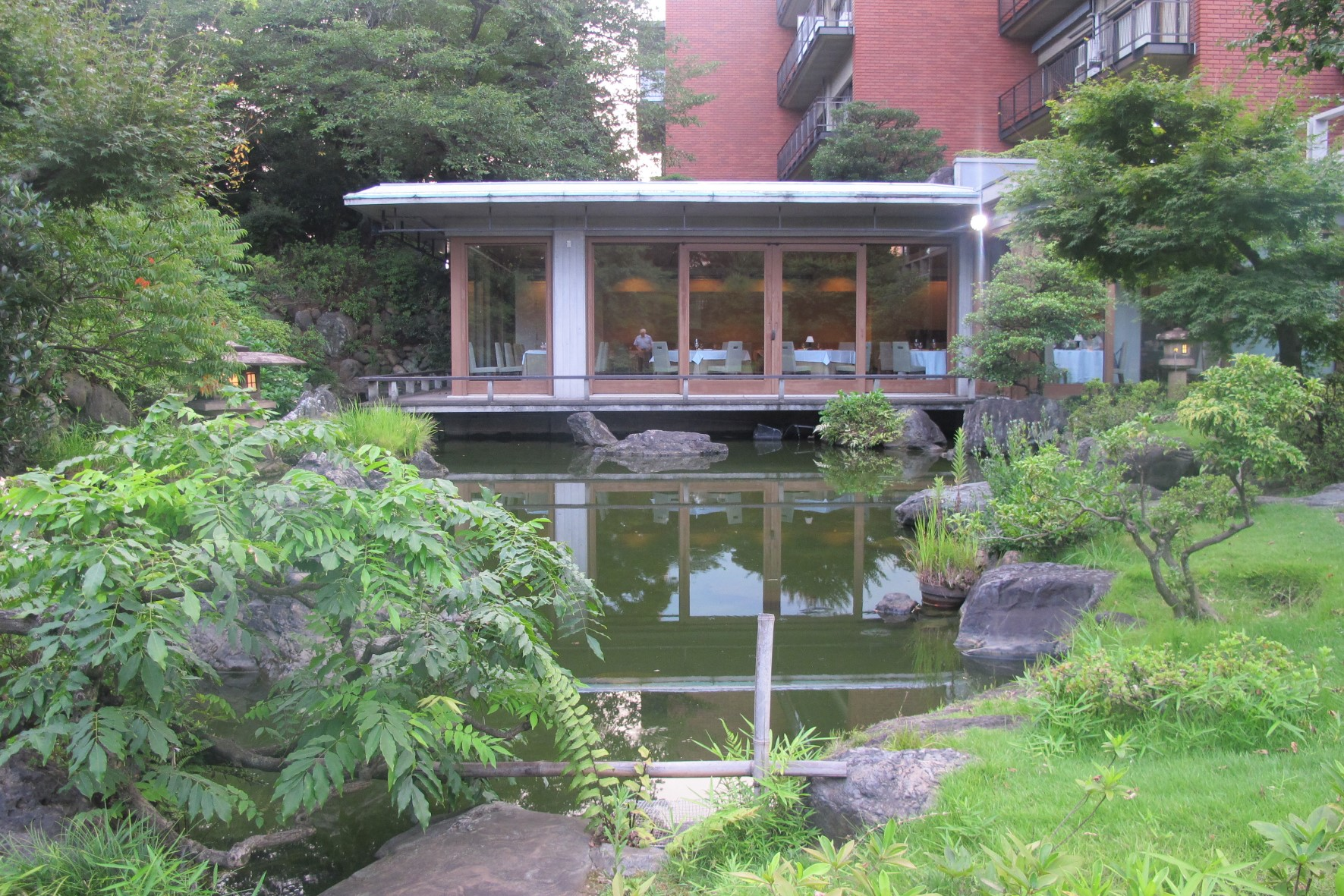
Restaurant am Teich
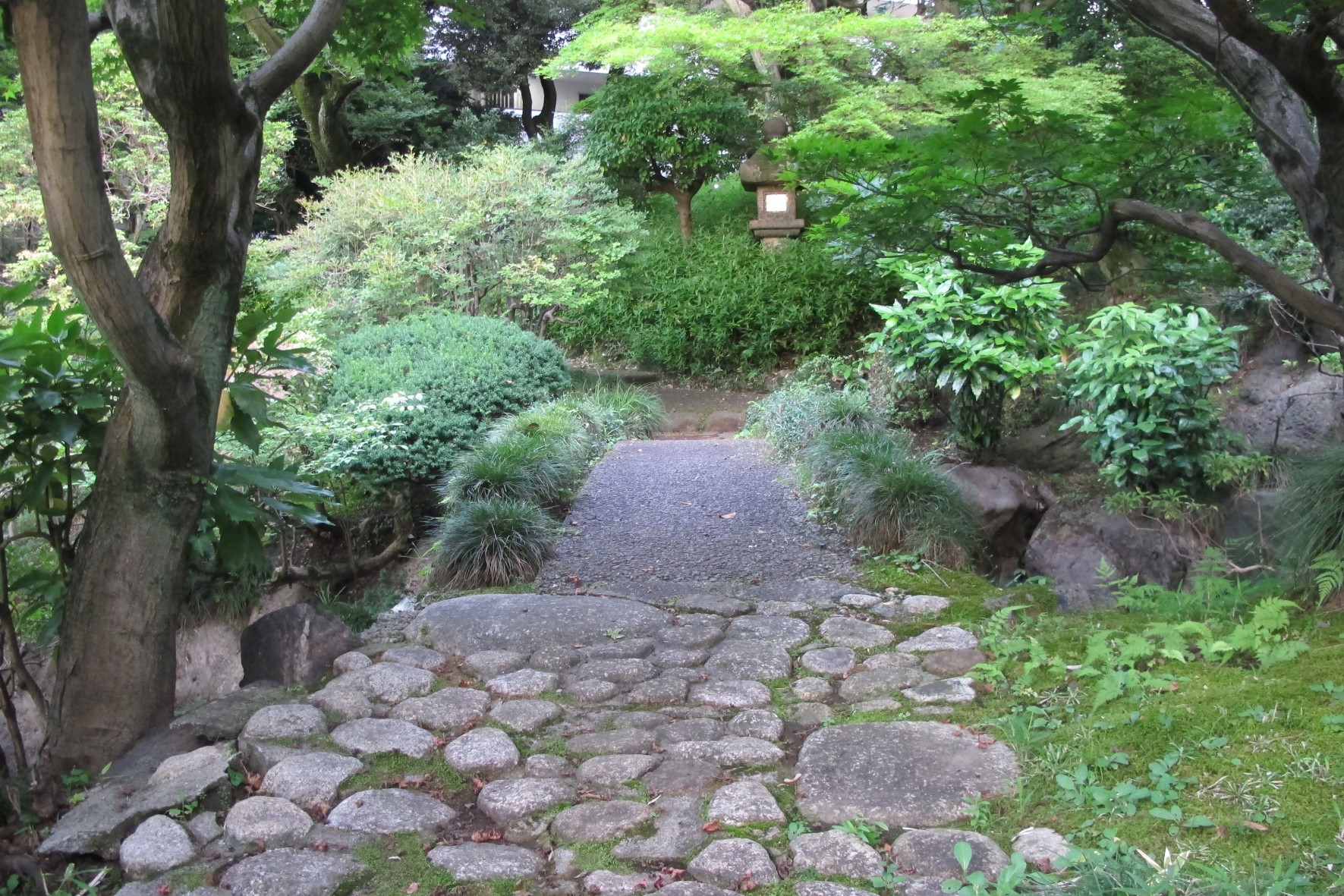
Weg im Garten
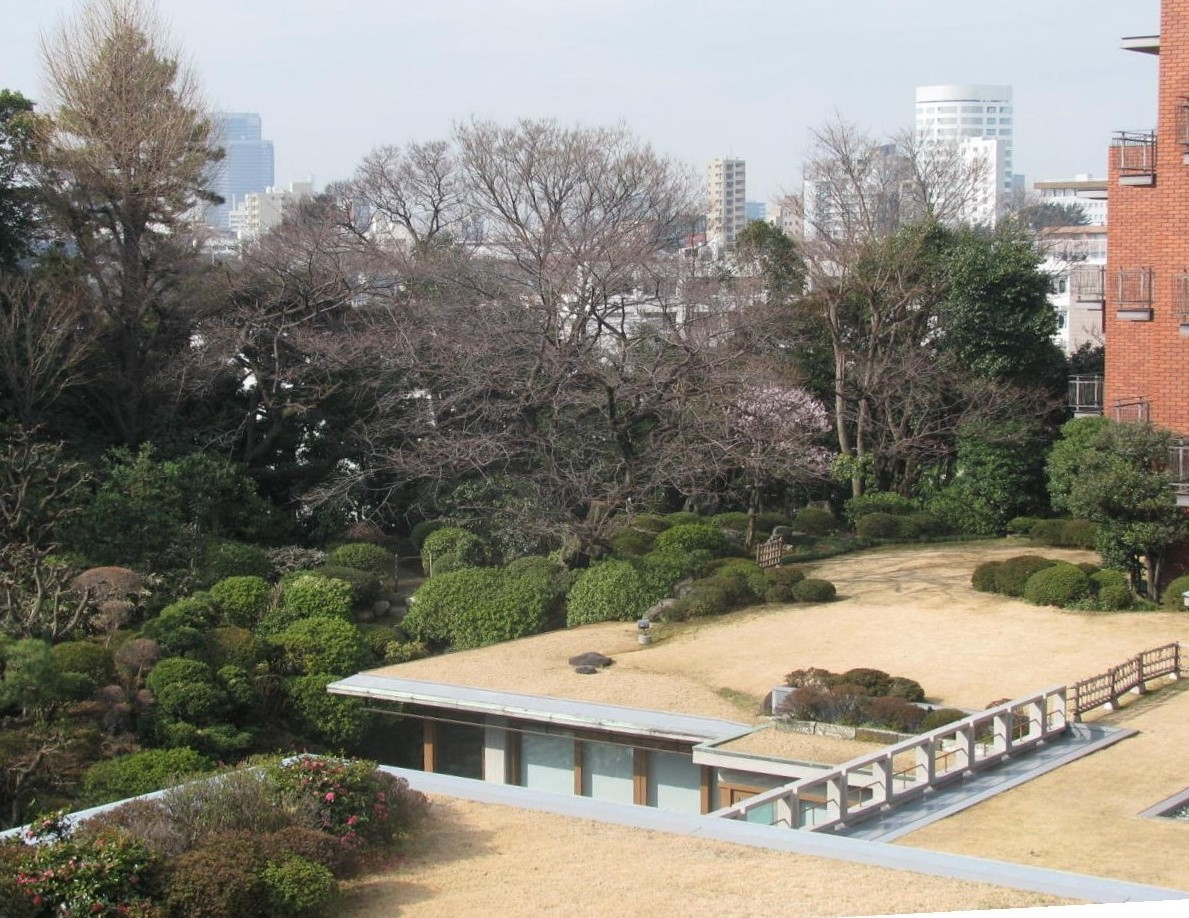
Blick auf das tiefliegende Restaurant